# Liber de sarcienda ecclesiae concordia
Mit dem Liber de sarcienda ecclesiae concordia, gedruckt 1533 bei Froben in Basel (wohl erst 1534 erschienen, 144 Seiten), machte Erasmus von Rotterdam den Versuch, die katholische Kirche mit der reformatorischen Glaubensrichtung wieder zu vereinen. Unter den sogenannten „Vermittlungstheologen“ der 1540er und 1550er Jahre im Deutschen Reich nahm diese Schrift des bedeutendsten nordeuropäischen Humanisten seiner Zeit eine „Leitfunktion“ ein.
Eine sehr sorgfältige Online-Ausgabe eines Druckes von 1537 stellt die ULB Sachsen-Anhalt zur Verfügung.
Im gleichen Jahr (1533) erschien auch eine deutsche Ausgabe unter dem Titel Von der kirchen lieblichen vereinigung, vnd von hinlegung diser zeit haltender spaltung in der glauben leer: Jn welchem buechlin würt vff den einigen Heiland vnseren herren Jesum Christum gewisen. 1971 brachte Raymond Himelick eine englische Ausgabe unter dem Titel The seamless Coat of Jesus heraus.
An Sekundärliteratur zum Bestreben des Erasmus von Rotterdam (und anderer), die Glaubensrichtungen zur Zeit der Reformation wieder zusammenzuführen, erschienen in neuerer Zeit unter anderem eine Arbeit von Friedrich Wilhelm Kantzenbach und eine von Willi Hentze.